# SN 2006nl
SN 2006nl – supernowa typu Ia odkryta 28 października 2006 roku w galaktyce A020144-0101. W momencie odkrycia miała maksymalną jasność 21,80m.